# Jean-Rodolphe Perronet
Jean-Rodolphe Perronet (Suresnes, 27 ottobre 1708 – Parigi, 27 febbraio 1794) è stato un architetto e ingegnere francese noto per la progettazione di diversi ponti in muratura, in particolare il pont de la Concorde a Parigi (1787).

## Biografia
Nato a Suresnes, un sobborgo di Parigi, figlio di una guardia svizzera al servizio del re di Francia, all'età di 17 anni divenne apprendista di Jean Beausire, "primo architetto" della città di Parigi. Gli fu affidata la progettazione e la costruzione delle grandi fogne di Parigi, i lavori per i lungo Senna e la manutenzione delle strade delle periferie. Nel 1735 fu nominato sous-ingénieur (vice ingegnere) ad Alençon e nel 1736 entrò nel Corps des ponts et chaussées. Nel 1737, divenne capo ingegnere di Alençon.

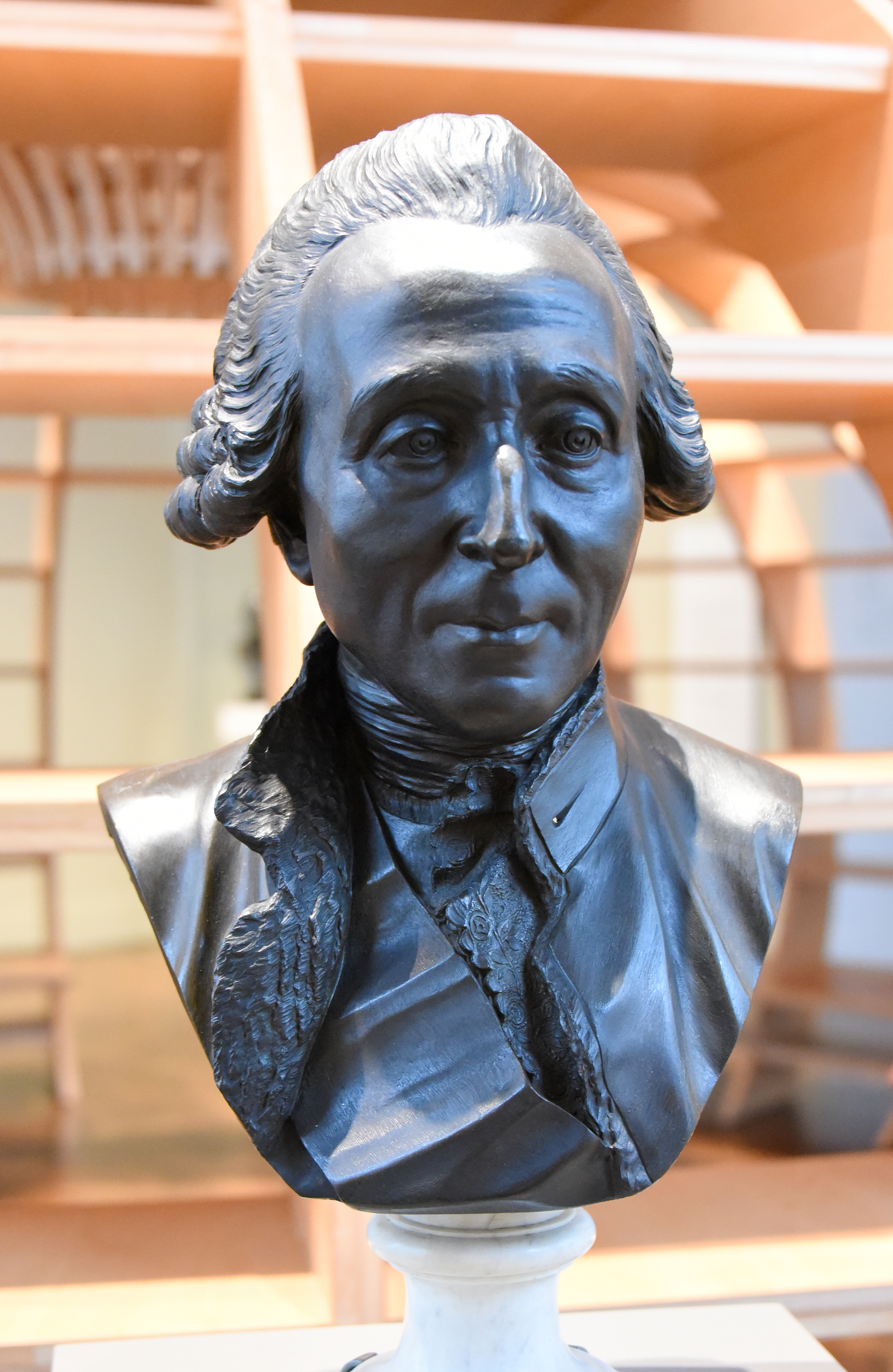
Busto di Jean-Rodolphe Perronet, 1785, di Jean-Baptiste Pigalle. Victoria and Albert Museum, Londra

Nel 1747, Perronet fu nominato direttore del Bureau des dessinateurs du Roi (ufficio reale dei progettisti), che aveva anche appena incaricato Daniel-Charles Trudaine di produrre mappe e progetti per il regno. Questa prima École des ponts et chaussées aveva sede presso l'Hôtel Libéral Bruant a Parigi. A Perronet venne affidato il compito di formare ingegneri specializzati nella costruzione di ponti e strade e di supervisionare il loro lavoro nelle généralité in cui lavoravano. Il Bureau divenne il Bureau des élèves des ponts et chaussées, poi nel 1775 ribattezzato  École des ponts et chaussées. Organizzatore, ispiratore e insegnante, Perronet fu un vero padre spirituale per i suoi allievi e utilizzò un nuovo metodo di insegnamento che sembra molto contemporaneo agli occhi moderni. Durante questo periodo divenne amico del costruttore di ponti svizzero Charles Labelye.
Nel 1763 venne nominato premier ingénieur du roi e, nel 1765, divenne membro della Académie des sciences. Oltre ai suoi ponti, tra il 1747 e il 1791, furono creati e riparati 2500 km. di strade sotto la sua direzione. Contribuì, con la voce Pompe à feu (autopompa antincendio) all'Encyclopédie ou Dictionnaire raisonné des sciences, des arts et des métiers .
Nel 1772, fu eletto membro straniero dell'Accademia reale svedese delle scienze. Morì a Parigi dopo essere stato eletto Fellow of the Royal Society nel 1788.

## Opere
- 1750–1760 – Ponte di Orléans[3]
- 1757–1765 – Ponte a Mantes-la-Jolie[3]
- 1758–1764 – Ponte a Trilport
- 1765–1786 – Ponte a Château-Thierry[3]
- 1766–1769 – Ponte Saint-Edne a Nogent[3]
- 1768–1774 – Ponte di Neuilly[3]
- 1770–1771 – Ponte Les Fontaines[4]
- 1774–1785 – Ponte a Pont-Sainte-Maxence sull'Oise[3]
- 1775        Ponte a Biais-Bicherez[4]
- 1776–1791 – Ponte a Nemours
- 1776-       Ponte a Mirepoix
- 1784–1787 – Ponte a Brunoy
- 1786–1787 – Ponte a Rosoy[4]
- 1786–1791 – Ponte Louis XVI, poi rinominato Pont de la Concorde, Parigi[5]